# Hammerschmiede (Burghausen)

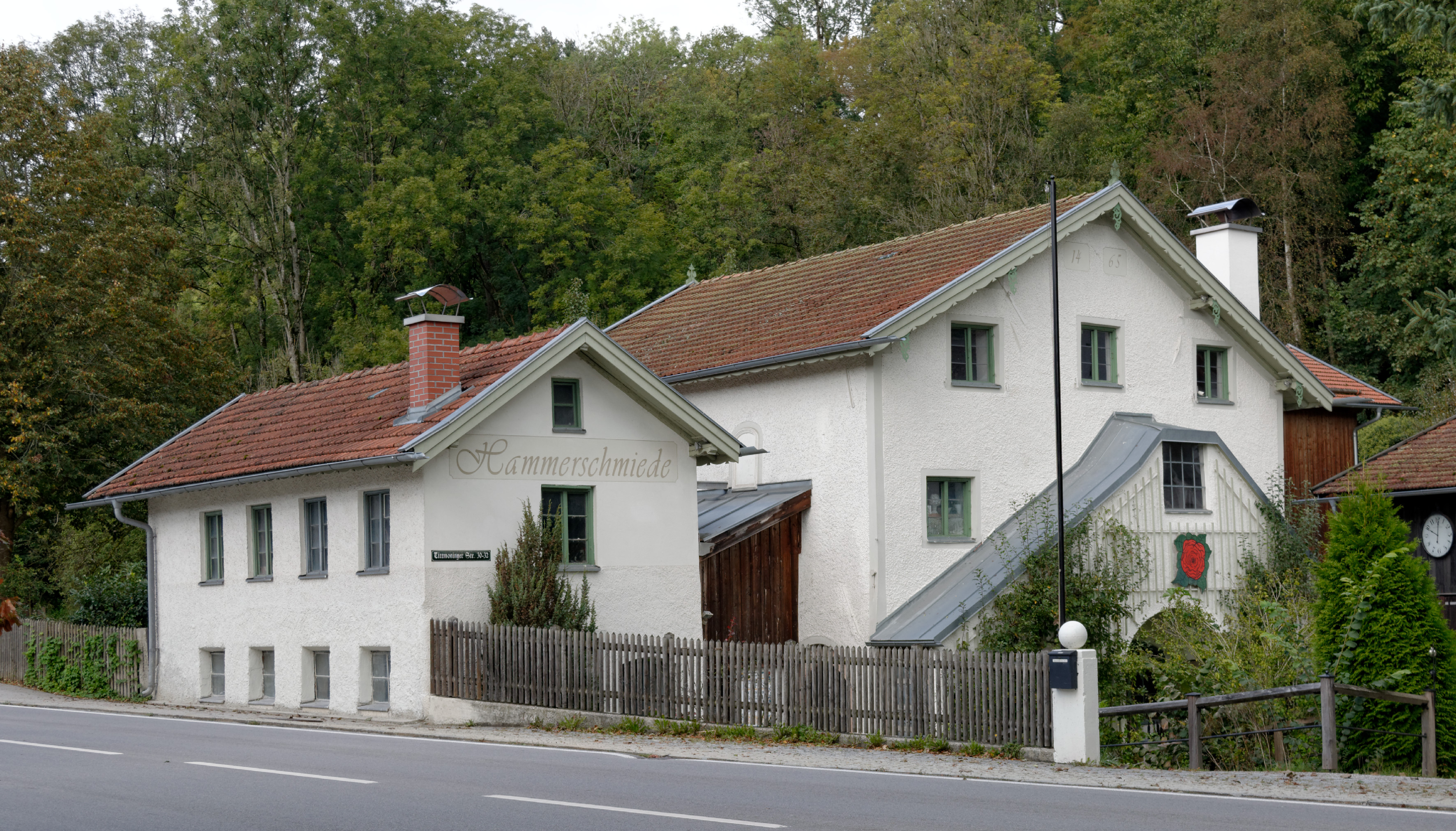
Hammerschmiede von Osten

Die Hammerschmiede in Burghausen ist die älteste noch betriebene Hammerschmiede Europas. Sie diente der Herstellung von Rüstungen und Waffen, in Friedenszeiten der Herstellung von Arbeitsgeräten und Werkzeugen.

## Geschichte
- 1465 erwähnt als Waffenschmiede der Herzöge (Georg der Reiche sah immer von der Burg aus das Feuer)
- 16. Jahrhundert: Bürgerrechtsvergabe und Genehmigung zur Ausübung des Handwerks „Schmiede am Bach“
- Am 24. Juli 1516 erhielt Martin Gumpelsberger, Windenmacher und Bürger, von Herzog Wilhelm IV. das Erbrecht für ewige Zeiten auf die Schleifmühle (Urkunde liegt im Staatsarchiv in München).
- 1621 erhielt Georg Händl als Klingenschmied das Bürgerrecht.
- 1762 ist Georg Schweiger, Hackenschmied, als Besitzer der kurfürstlichen Hackenschmiede vermerkt. Diese gehört in die Jurisdiktion des Rentamts.
- 1785 Familie Schweiger ist Besitzer.
- 1801 Xaver Hager ist Besitzer.
- 1809 ist das Anwesen nach „erbrechtbar z. Rentamt“.
- 1841 ist für das Haus 301 die reale Hammer- und Waffenschmiede-„Gerechtsame“ festgehalten.
- Am 26. Januar 1844 erwirbt Franz X. Strasser, ledig, von Anna Hager das Anwesen für 9.000 Gulden mit Schmiede-Gerechtsame. Er hatte, aus Furth bei Tittmoning stammend, am 29. Dezember 1843 das Bürgerrecht in Burghausen erhalten.
- Nach Franz Xaver Strasser übernimmt dessen Sohn Josef Strasser die Schmiede.
- Nachfolger Maximilian Strasser, Hammerschmiedemeister (1901–1994)
- Nachfolger Maximilian Strasser, Hammerschmiedemeister (1933–1997), ledig und kinderlos
- Seit 1997 leben Neffe Frank Wagenhofer und Ehefrau Gerlinde Wagenhofer mit Sebastian und Elena nunmehr als 6. Generation in der Hammerschmiede. Seitdem werden die Gebäude renoviert, um diese zu erhalten und das älteste Handwerk nicht aussterben zu lassen.
- 2004 Sanierung der Hammerschmiede und Schleiferei
- 2005 Sanierung des „G’sell’nhaus“

## Gebäude

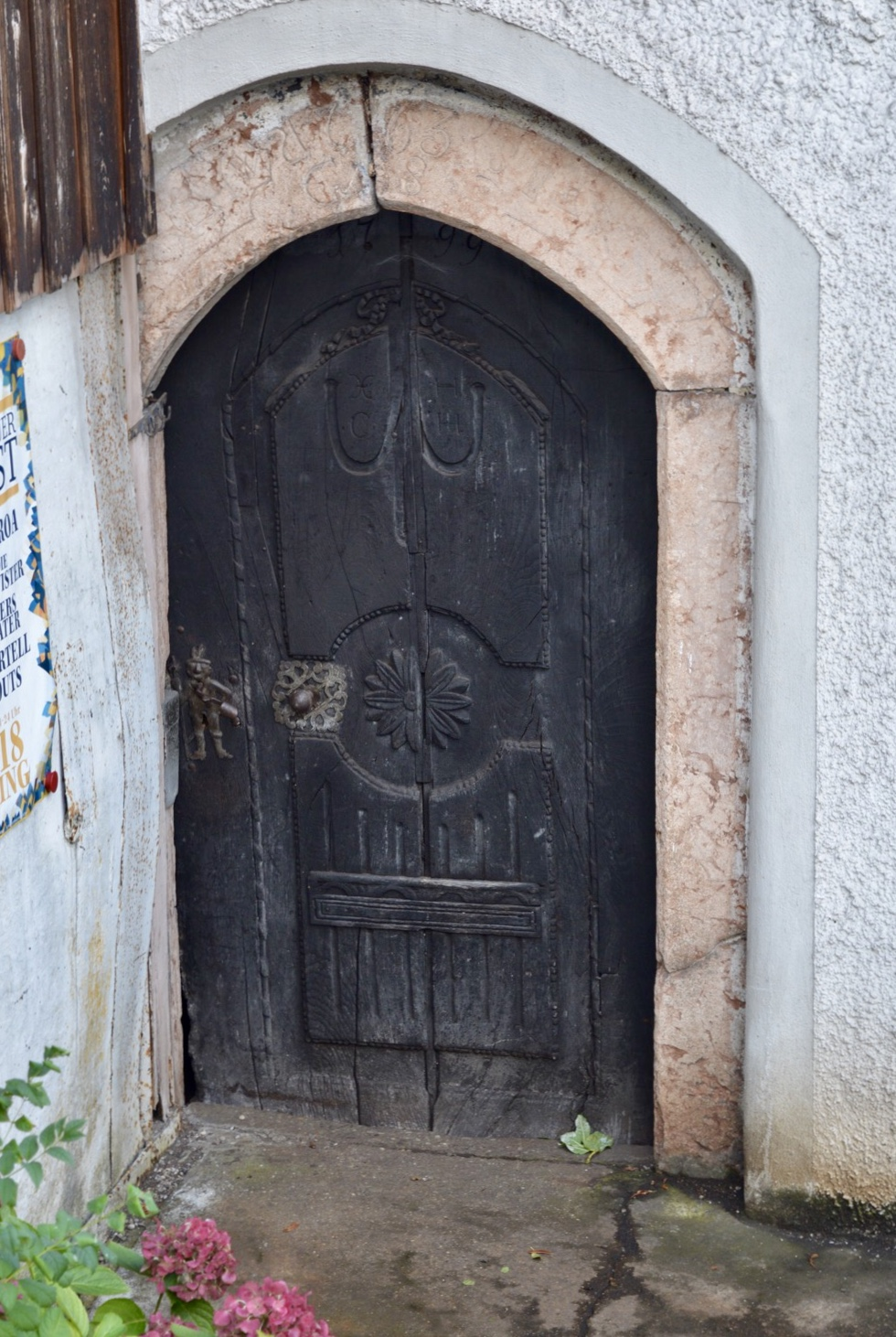
Rotmarmorportal mit Türblatt von 1799

Bei dem denkmalgeschützten Gebäudekomplex handelt es sich beim Hauptgebäude um einen zweigeschossigen Satteldachbau am Rande eines kleinen Stauweihers. Das rundbogige Rotmarmorportal ist von 1763, das Türblatt mit klassizistischem Dekor von 1799. Der Giebel ist mit der Jahreszahl 1465 bezeichnet. Dazu gehört die eingeschossige Schleiferei mit Satteldach und ein kleiner Schuppen mit Holzverschalung.

## Rund um die Schmiede
Der Stauweiher (erwähnt in der Urkunde von 1516) veranlasste die am anschließenden Bach liegenden Müller immer wieder zu Einsprüchen und Prozessen. Durch die ungleiche Herablassung von Wasser haben die Müller ein „sehr schlechtes Gemalter und dadurch gibt es ein schlechtes Gebrech und damit ein schlechtes Bier“.
Die Wassermengen betrugen bis vor wenigen Jahren noch ca. 100 l/s. Der rapide Rückgang der Wassermenge ist noch nicht geklärt. Das durchfließende Wasser speist den anschließenden Wöhrbach bzw. Wöhrsee mit Frischwasser.